# Пловеће стене
Камење које плови (такође названо клизно камење, ходајуће камење, котрљајуће камење и покретне стене) део је геолошког феномена у којем се стена помера и исписује дугачке трагове дуж глатког дна долине, без утицаја животиња. Померање стена се дешава када се велике, танке плоче леда које плутају на краткотрајном зимском језеру разбију на сунцу. Трагови клизних стена су посматрани и проучавани на разним локацијама, укључујући Литл Бони Клер Плаја, у Невади, и најпознатије је Рејстрек Плаја смештено у Националном Парку Долина Смрти, у Калифорнији, где су број и дужина трагова запажени. 

## Опис
Стене на Рејстрек-у разбацане су по површини долине, углавном у јужном делу. Историјски извори наводе да се неке стене налазе и до 100 метара од обале, али већина је смештена релативно близу својих изворних стенских формација. Препозната су три литолошка типа:
- сијенит, који се највише налази на западној страни долине;
- доломит, полузаобљени плаво-сиви каменчићи са белим пругама;
- црни доломит, најчешћи тип, који се готово увек налази у облику угаоних блокова или танких слојева. [2]

Доломит чини готово сво камење који се налазе у јужном делу долине и потиче са стрмог рта, високог 260 m, који се налази паралелно са источном обалом на југу долине. Интрузивна магматска стена потиче са суседних падина (већина њих су светло-смеђе стене богате фелдспатом углавном сијенит). Трагови су често дугачки до 100 m, широки између 8 и 30 cm, и обично су много мање од 2,5 cm дубоки. Већина покретних камења има пречник између 15 и 46 cm.
Камење са грубим дном остављају упадљиве трагове, док камење са глатким дном имају тенденцију да лутају. Камења понекад промене положаје, откривајући другу ивицу која долази у контакт са земљом и остављајући различите трагове за собом.
Трагови се разликују по правцу и дужини. Стене које започну кретање једно поред другог могу неко време путовати паралелно, пре него што једно од њих нагло промени правац улево, удесно, или чак уназад, према смеру из ког је дошло. Дужина трагова такође варира – две стене сличних величина и облика могу се кретати уједначено, али затим једно може наставити напред или се изненада зауставити.
Сматра се да је за кретање стена потребан баланс специфичних услова:
- Поплављена површина
- Танак слој глине
- Ветар
- Ледене плоче
- Загревање које изазива ломљење леда

## Историја истраживања
На подручју Рејстрек Плаја, ови трагови су проучавани од раних 1900-их година, али порекло кретања камења није било потврђено и остало је предмет истраживања за које је постојало више хипотеза. Међутим, од августа 2014. године, објављени су видео снимци у временској скали који приказују стене у покрету, показујући да се стене крећу при великим брзинама ветра у протоку танких, топећих слојева леда. Научници су тако идентификовали узрок кретања каменчића као ледени помак.

### Рана истрага
Први документовани извештај о феномену плутајућих стена датира из 1915. године, када је проналажач по имену Џозеф Крук из Фалона, Невада, посетио локалитет Рејстрек Плаја. У наредним годинама, Рејстрек је привукао интересовање геолога Џим МекАлистере и Ален Агњу, који су истражили подлогу подручја 1948. године и објавили најранији извештај о плутајућим стенама у Булетину Геолошког друштва Америке. Њихово публикација је дала кратак опис испресецаних обрасца на Рејстрек Плаја и трагова клизања, наводећи да мерења нису узета и сугеришући да су обрасци последица кретања камења покренутог јаким повременим ветровима слично ветровима који стварају прашњаве вихоре преко муљевитог дна сувог језера.Контроверза о пореклу образаца подстакла је потрагу за појавом сличних феномена на другим локацијама. Таква локација је пронађена на Литл Бони Клер Плаја у Округу Нај, Невада, и феномен је проучаван и тамо.
Природњаци из Националне службе паркова касније су написали детаљније описе, а часопис Life објавио је сет фотографија са Рејстрек Плаје. Године 1952, члан Националне службе паркова по имену Луис Г. Кирк забележио је детаљна запажања о дужини, ширини и општем правцу трагова. Његов циљ је био само да истражи и забележи доказе о феномену покретних стена, а не да износи хипотезе или прави опсежан научни извештај. Спекулације о томе како се камења крећу почеле су у то време. Разна и понекад необична могућа објашњења предлагана су током година, од натприродних до сложених. Већина хипотеза које подржавају заинтересовани геолози сматра да су јаки ветрови када је блато влажно барем делимично одговорни. Неки каменчићи теже као човек, што неки истраживачи, као што је геолог Џорџ М. Стенли, који је објавио рад на ову тему 1955. године, сматрају превише тешким да би их ветрови у том подручју померили. Након опсежног проналажења трагова и истраживања ротације трагова у односу на ротацију ледених плоча, Стенли је тврдио да ледени покривач око стена или помажу у хватању ветра или да ледени покривачи иницирају кретање стена.

### Напредак 1970-их
Боб Шарп и Двајт Кери започели су програм праћења кретања стена на Рејстрек Плаја у мају 1968. године. На крају је 30 камења са свежим траговима обележено, а колци су коришћени за означавање њихових локација. Сваком каменчићу је дато име и промене у позицијама каменчића су биле забележене током периода од седам година. Шарп и Кери су такође тестирали хипотезу о леденој плочи коришћењем коридора за одабране стене. Коридор пречника 1,7 метара направљен је око каменчића који прави траг ширине 8 cm и тежине 0,45 kg, са седам шипки од арматуре постављених 64 до 76 cm једна до друге. Ако би лист леда око стена повећао површину која хвата ветар или помогао у померању камења вучећи их за собом у леденим плочама, онда би шипке барем успориле и отклониле кретање. Није се чинило да се то дешава каменчић је једва прошао поред шипке док је прешао 8,5 m на северозапад из коридора током прве зиме. Две теже стене су истовремено стављене у коридор један се померио пет година касније у истом правцу као први, али његов пратилац се није померио током периода студије. Ово је указало да, ако лед игра улогу у кретању стена, онда морају бити мали ледени појасеви око стена.
Десет од првобитних 30 стена померило се током прве зиме, при чему је Мери Ен (стена А) прешла најдужу удаљеност од 65 m. Две од следећих шест зима такође су имала више стена у покрету. Ниједна стена није потврђена као померан током лета, а у неким зимама, ниједана или само неколико стена се померало. На крају, све осим две надгледане стене су се помериле током седмогодишње студије. Са пречником од 6,4 cm, Ненси (стена Х) је била најмање надгледана стена. Она је такође прешла најдужу укупну удаљеност, 260 метара, и највеће појединачно зимско померање, 201 m. Највећа стена који се померила имала је 36 kg.
Карен (стена Ј) је блок доломита димензија 74 x 48 x 51 cm и тежи приближно 320 kg. Карен се није померала током периода надгледања. Стена је можда створила свој прави и дугачки траг од 170 метара из инерције стечене током првобитног пада на влажну Рејстрек Плају. Међутим, Карен је нестала неко време пре маја 1994. године, вероватно током необично влажне зиме 1992. до 1993. године. Уклањање вештачким средствима се сматра мало вероватним због недостатка повезаних оштећења на Рејстрек Плаји која би настала од камиона и дизалице. Могуће виђење Карен је забележено 1994. године, 800 метара од РејстрекПлаје. Карен је поново открила геолошкиња из Сан Хосе, Паула Месина, 1996. године.

### Наставак истраживања 1990-их
Професор Џон Реид је 1995. године предводио шест истраживачких студената са Hampshire College и University of Massachusetts Amherst у накнадној студији. Пронашли су веома сагласне трагове стена који су се померали крајем 1980-их и током зиме 1992–93. године. Неколико стена су доказано премештена у ледене плоче које могу бити ширине до 800 метара. Физички докази укључују траке линеарних подручја која су могла бити створена само кретањем танких слојева леда. Стога се сматра да су и сам ветар и његова комбинација с леденим плочама мотивишући фактори.
Физичари Бејкон и сарадници, који су проучавали феномен 1996. године, након студија на Овенс Драј Лак Плаји, открили су да ветрови који дувају преко површине сувог језера могу бити компримовани и појачани због његове глатке и равне површине. Такође су открили да гранични слојеви (подручје одмах изнад тла где су ветрови спорији због трења са земљом) на овим површинама могу бити високи само 5 cm. Као резултат, стене високе само неколико центиметара осећају пуни ефекат околних ветрова и њихових налета, који могу достићи 140 km/h у зимским олујама. Такви налети се сматрају покретачком силом, док инерција и одрживи ветрови одржавају каменчиће у покрету, могуће брзином умереног трчања.
Ветар и лед су обе префериране хипотезе за ова клизна камења. Како је наведено у "Површински процеси и облици терена", Дон Џ. Истебрук помиње да недостатак паралелних стаза између неких путања стена може бити узрокован деградирајућим леденим плочама које резултирају алтернативним рутама. Иако се лед распада на мање блокове, и даље је неопходно да стене клизе.

### Развој у 21. веку
Дубље разумевање геолошких процеса који су у току на Рејстрек Плаји иде руку под руку са технолошким развојем. Године 2009, развој јефтиних дигиталних камера са временским интервалима омогућио је снимање привремених метеоролошких појава укључујући прашњаве вихоре и поплаве сувог језера. Ове камере су биле усмерене на снимање различитих фаза раније помињаних појава, иако је дискусија о клизним стенама уследила. Развиоци фотографске технологије описују потешкоће у снимању стена на Рејстрек Плаји, јер се кретања дешавају само  једном у три године, и веровали су да трају око 10 секунди. Њихов следећи идентификовани напредак био је сликање активирано ветром, што је значајно смањило десет милиона секунди неактивног времена које су морали да пронађу.
Постулирано је да се мали пловци од леда формирају око стена и да стене буду потопљене у леду који их подиже са меког тла, чиме се смањују реакције и трење силе на тлу. Пошто овај ефекат зависи од смањења трења, а не од повећања отпора ветру, ови ледени комади не морају имати посебно велику површину ако је лед довољно дебео, јер минимално трење омогућава да стене буду померане чак и најлакшим ветровима.
Ојачавајући теорију "леденог пловца", једна истраживачка студија је указала на сужење трагова, прекидне изворе и крајеве трагова без каменчића. Студија је утврдила да вода тече са виших подручја у плају док је лед покривао повремено језеро. Ово сугерише да вода подиже ледену плочу са уграђеним стенама све док трење са дном плаје није довољно смањено да ветар може да их помера и изазове примећене трагове. Студија такође анализира вештачки ров који је намењен спречавању посетилаца да возе по плаји и закључује да он може ометати клизање стена.
Године 2020, НАСА је искључила потенцијалне разлоге за кретање стена који су резултат микробних матрица и водених таласа које је генерисао ветар, на основу фосила диносаурових отисака.

#### Објашњење
Вести су известиле да је мистерија решена када су истраживачи посматрали кретање стена користећи ГПС и фотографије у временским интервалима. Највеће померање стена које је истраживачки тим приметио и документовао било је 20. децембра 2013. године и укључивало је више од 60 стена, при чему су неке стене померене до 224 метра између децембра 2013. и јануара 2014. године у више покрета. Ова посматрања су супротна ранијим хипотезама о снажним ветровима или дебелом леденом плочом која подиже стене са површине. Уместо тога, стене се крећу када велике ледене плоче дебеле неколико милиметара, које плове у привременом зимском језеру, почну да се распадају током сунчаних јутра. Ове танке пловеће ледене плоче, које се смрзавају током хладних зимских ноћи, покрећу лагани ветрови и гурају стене брзином до 5 m/min (0,3 km/h; 0,2 mi/h). Неки помаци измерени ГПС-ом трајали су до 16 минута, а бројне стене су се помериле више од пет пута током постојања језера у зими 2013–14.

## Могући утицај климатских промена
Пошто кретање стена зависи од ретког скупа околности  као што су обично суве површине које се повремено поплављују, а вода која се замрзава у хладнијим зимским ноћима, мање учесталост ових околности утиче на учесталост кретања. Статистичка студија Ралф Лоренз и Брајан Џексон која је испитала објављене извештаје о кретањима стена сугерише (са односом 4:1) на очигледан пад између 1960-их и 1990-их година и 21. века.

## Крађа и вандализам камења
30. маја 2013. године, Los Angeles Times је известио да су званичници парка истраживали крађу неколико стена из Националног Парка Долине смрти.
У августу 2016. године, око 16 km (10 mi) трагова од гуме остављени су на плаји од стране особе која је илегално возила око ње. Фотограф који је посетио у септембру такође је приметио иницијале 'Д' и 'К' недавно урезане у један од стена. Иако су извештаји у то време сугерисали да су истражитељи идентификовали осумњиченог, вандал није био идентификован у марту 2018. године, када је тим волонтера очистио трагове од гума са РејстрекПлаје користећи алате за баштованство и 2.800 литара (750 америчких галона) воде.

## Даље читање
- Messina, P., 1998, The Sliding Rocks of Racetrack Playa, Death Valley National Park, California: Physical and Spatial Influences on Surface Processes. Објављена докторска дисертација, Одељење за геолошке и еколошке науке, Градски универзитет у Њујорку, Њујорк. Универзитетске микрофилмове, Инкорпорирано, 1998.
- Messina, P., Stoffer, P., and Clarke, K. C. Mapping Death Valley's Wandering Rocks. [[]] [], април, 1997: стр. 34–44
- Reid, J.B. Jr.; Bucklin, E.P.; Copenagle, L.; Kidder, J.; Pack, S. M.; Polissar, P. J.; Williams, M. L. (1995). „Sliding rocks at the Racetrack, Death Valley: What makes them move?”. Geology. 23 (9): 819—822. Bibcode:1995Geo....23..819R. doi:10.1130/0091-7613(1995)023<0819:sratrd>2.3.co;2.
- Sharp, R.P., and A.F. Glazner, 1997, Geology Underfoot in Death Valley and Owens Valley. Mountain Press Publishing Company, Missoula.  0-87842-362-1ISBN 0-87842-362-1
- Sharp, R.P.; Carey, D. L.; Reid, J.B. Jr.; Polissar, P. J.; Williams (1996). „Sliding rocks at the Racetrack, Death Valley: What makes them move?; Discussion and Reply”. Geology. 25 (8): 766—767. doi:10.1130/0091-7613(1996)024<0766:sratrd>2.3.co;2.
- Stanley, G. M. (1955). „Origin of playa stone tracks, Racetrack Playa, Inyo County, California”. Geological Society of America Bulletin. 66 (11): 1329—1350. Bibcode:1955GSAB...66.1329S. doi:10.1130/0016-7606(1955)66[1329:oopstr]2.0.co;2.